# Обеліск

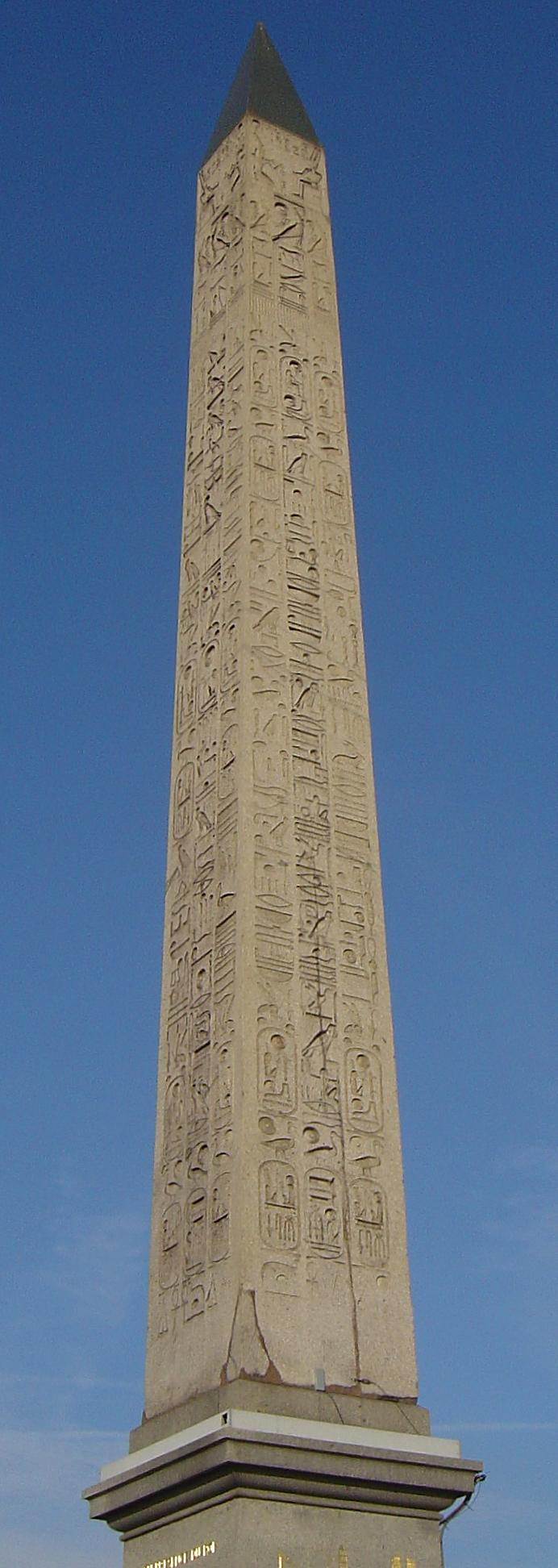
Луксорський обеліск на площі Конкорд у Парижі

Обелі́ск (грец. ὀβελίσκος, зменшувальна форма від ὀβελός — «рожен», «цвях», «загострений стовп») — монументальний гранчастий стовп, який звужується доверху і закінчується на вершині пірамідою. Зазвичай встановлюється як декоративний мотив чи пам'ятник.
Його форма походить від давньоєгипетських храмів на честь бога Сонця Ра. Обеліски широко використовувались у європейській архітектурі з Нового часу як домінанти міського середовища, а також як меморіальні пам'ятки. Зазвичай мали чотиригранну форму, нерідко встановлювались на постаментах і п'єдесталах, прикрашались гербами, дошками з присвятними написами.
Первісно будувалися стародавніми єгиптянами та називалися tekhenu, греки використовували грецький термін obeliskos для їх опису, і це слово перейшло в латинську та зрештою в інші мови. Стародавні обеліски були монолітні і складались з одного каменю; більшість сучасних обелісків зроблені з кількох каменів.
Зараз вже неможливо з'ясувати, чи були перші обеліски фалічним символом родючості чи своєрідною кам'яною віссю світу.